# Voreifel

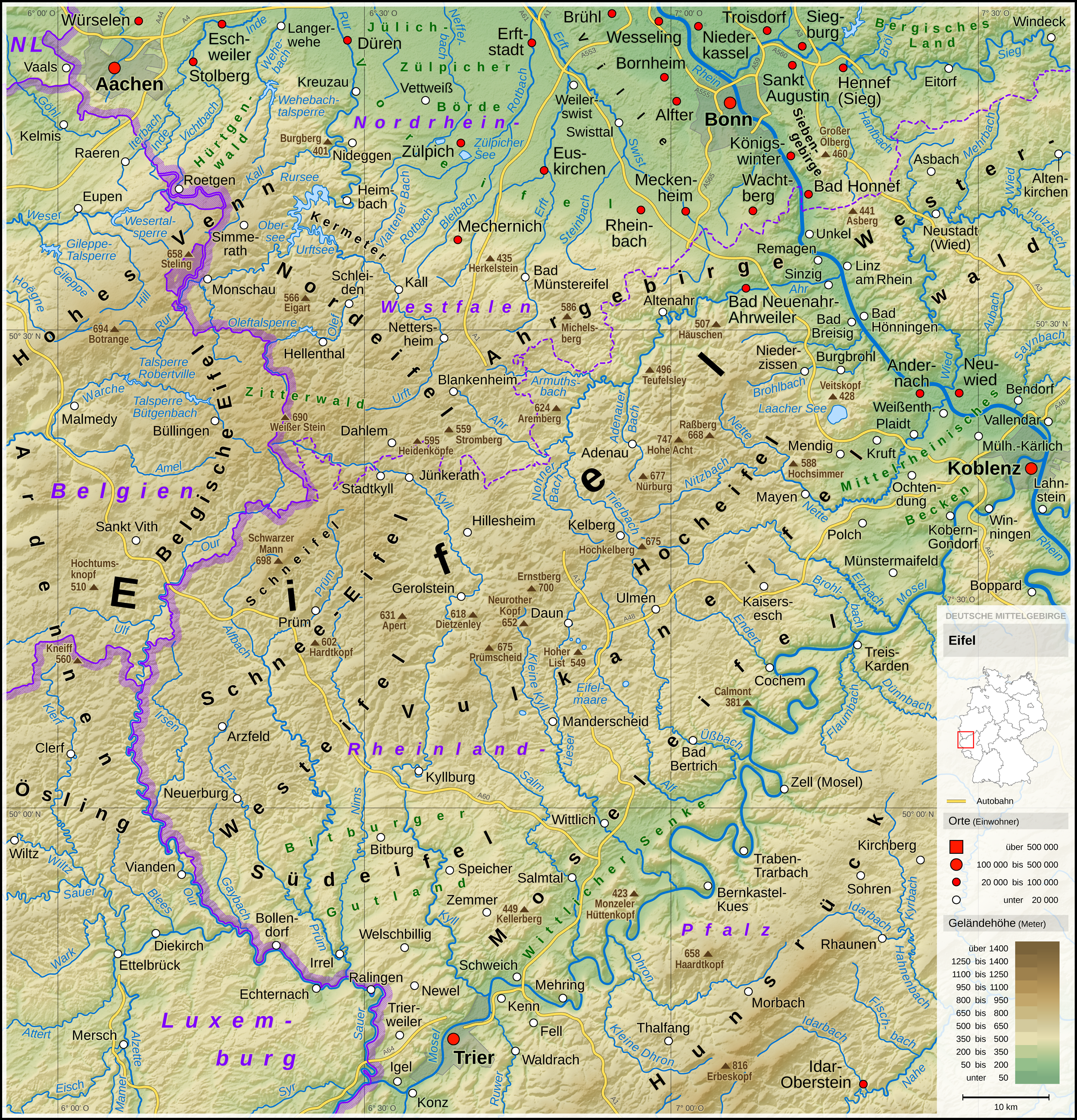
Karte der Eifel mit der nördlich angrenzenden Voreifel

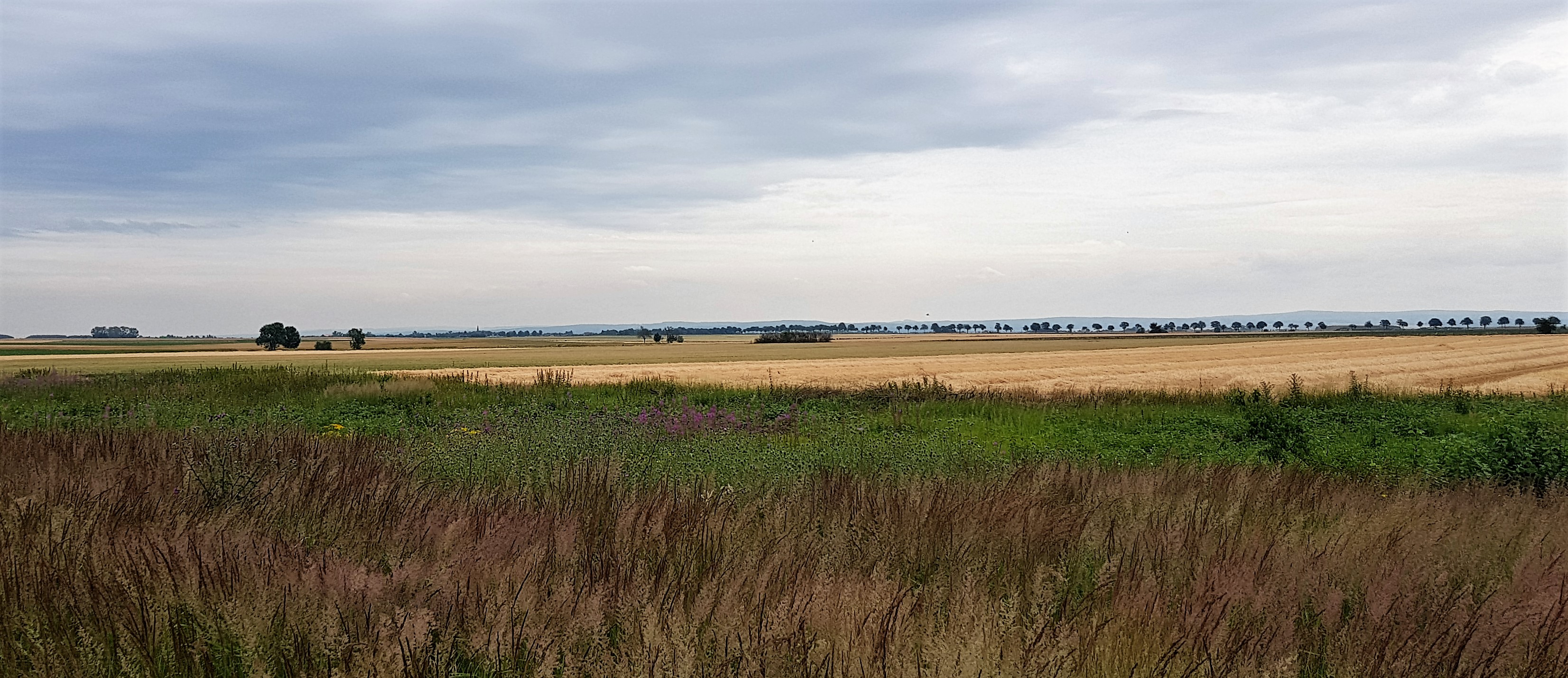
Die Landschaft der Voreifel bei Weilerswist

Die Voreifel ist ein Siedlungsraum im südlichen Nordrhein-Westfalen am Fuß der nördlichen Eifel, der im Gegensatz zu dieser gänzlich im Flachland liegt. Im Wesentlichen liegen die Ortschaften der Voreifel je nach Lage ca. 15–40 km südwestlich vom Ballungsraum Kölns in einem ca. 50–55 km langen und ca. 5–10 km breiten Gebietsband, das in etwa vom Westen her von einzelnen Ortschaften der Stadt Düren über Zülpich, Euskirchen und Rheinbach bis hin in den Osten zu einzelnen Ortschaften der Gemeinde Grafschaft in Rheinland-Pfalz reicht. Naturräumlich liegt dieser Landstrich an der Grenze zwischen der Osteifel, zu der die Mechernicher Voreifel zählt, und der Niederrheinischen Bucht, zu der die Zülpicher Börde gehört.

## Begriff
Die Kurzbezeichnung Voreifel steht für den Ausdruck „vor der Eifel“.
Die Voreifel umschreibt ein Teilgebiet der nördlichen Region am Fuß der Eifel, nicht die gesamte Nachbarregion nördlich der Eifel. Ausgenommen sind beispielsweise die nördlich an die Eifel grenzenden Gebiete in der Städteregion Aachen.
Der Begriff „Voreifel“ hat sich im Laufe der Zeit zudem zunächst nur im lokalen Sprachgebrauch gebildet. Da er aber nur ganz bestimmte und nicht alle nördlich an die Eifel angrenzenden Ortschaften umfasst, ist er (bisher) keine offizielle geographische Bezeichnung, wie z. B. „Eifel“. Der Begriff wurde auch für die von Bonn nach Euskirchen führende (heutige S-Bahn) „Voreifelbahn“ übernommen.
Viele Institutionen in diesem Raum bedienen sich des Begriffs Voreifel, so die Rhein-Voreifeltouristik in Wachtberg, die Raiffeisenbank Rheinbach Voreifel in Swisttal, die Energiegenossenschaft VorEifel in Weilerswist, die Sportgemeinschaft Voreifel 1995 in Ginnick und Umgebung, der Lions Club Voreifel in Erftstadt (und Zülpich), Voreifel.tv für den westlichen Rhein-Sieg-Kreis, Euskirchen und Bad Münstereifel und viele andere.

## Unterschiede und Abgrenzung zur Nachbarregion Eifel
Der Begriff „Voreifel“ soll insbesondere zur Abgrenzung der noch wenig bewaldeten und daher stark landwirtschaftlich bzw. gewerblich genutzten Flachlandgebiete von der direkt an die Voreifel angrenzenden eher hügelig-bergigen, meist auch stark bewaldeten und eher strukturschwachen Gebiete der Eifel dienen. Möglicherweise ist der Begriff ein Ausfluss des Verlangens nach einer eigenen Identität der Bewohner der Voreifel, die sich anscheinend daher nicht zur Eifel zugehörig fühlen.
Zudem unterscheiden sich die Ortschaften der Voreifel im Vergleich zu nachbarschaftlichen Gebieten der Eifel in mehreren Punkten deutlich. So finden sich in der Voreifel noch erkennbar höhere Einwohnerzahlen und damit verbunden noch relativ größere Ortschaften. Des Weiteren ist im Gebietsband in der Voreifel eine deutlich dichtere Besiedlung gegenüber der angrenzenden Eifel gegeben, was auf die relative Nähe zu den Großstädten Köln und Bonn zurückzuführen ist. Infolge dieser Nähe ist die Voreifel kulturell und wirtschaftlich stärker von den beiden Großstädten geprägt als die Ortschaften der benachbarten Eifel. Im Gegensatz zur strukturschwächeren Eifel ist in der Voreifel über die Autobahnen 1 und 61, sowie die in Euskirchen endende Voreifelbahn nach Bonn und eine weitere Regionalbahn nach Köln eine bessere Erreichbarkeit der Ballungszentren gegeben. Des Weiteren finden sich in der Voreifel größere Gewerbegebiete und zahlreiche Wirtschaftsunternehmen, die für ein reichhaltiges Angebot an Arbeitsmöglichkeiten und höheren Einkommen sorgen.

## Geographie
Geographisch bildet die Voreifel den südöstlichen Ausläufer der Zülpicher Börde und ist weitgehend deckungsgleich mit der sogenannten Rheinbacher Lössplatte auf der Hochfläche zwischen Ahr und Rhein. Die Landschaft ist insgesamt bestimmt vom weiten Tal der Swist und der Erft. Östlich wird sie eingerahmt von Kottenforst und Ville, südlich vom Eifelfuß mit dem Rheinbacher Wald und dem Ahrgebirge. Südöstlich geht sie in das Drachenfelser Ländchen über, das naturräumlich bereits zum Unteren Mittelrheingebiet gerechnet wird. Richtung Nordwesten ist der Übergang zu den weiten Ebenen der Bördelandschaft fließend, lässt sich jedoch grob durch den Verlauf der Erft abgrenzen.
Die Gebiete der Voreifel liegen mit Höhen zwischen ca. 130 m und 200 m bereits deutlich höher als das östlich gelegene Rheintal mit ca. 50 m. Die Voreifel steigt erst hinter den Städten Rheinbach und Euskirchen in Richtung Süden mit Höhen von deutlich über 250 m in das Gebirge der Eifel auf.
Großräumiger betrachtet bildet die Voreifel den südlichen Abschluss des Norddeutschen Tieflands im Westen Deutschlands.

## Städte und Gemeinden
Zur Voreifel gehören die nachfolgend in der Tabelle aufgelisteten Städte und Gemeinden. Hierbei ist infolge einer fehlenden genaueren geographischen Abgrenzung zu beachten, dass nicht immer alle zu einer Stadt bzw. Gemeinde gehörenden Ortschaften im Gebiet der Voreifel liegen. Daher kann es sein, dass eine Stadt bzw. Gemeinde als Ganzes oder mit bestimmten Ortsteilen bzw. Ortschaften auch noch eine Zugehörigkeiten zu anderen Gebieten aufweist.
| Stadt / Gemeinde | Kreis               | Lage  | Einschränkung                |
| ---------------- | ------------------- | ----- | ---------------------------- |
| Alfter           | Rhein-Sieg-Kreis    | Ost   | nur südliche Ortschaften     |
| Düren            | Kreis Düren         | West  | nur südwestliche Ortschaften |
| Erftstadt        | Rhein-Erft-Kreis    | Mitte | nur südliche Ortschaften     |
| Euskirchen       | Kreis Euskirchen    | Mitte |                              |
| Grafschaft       | Landkreis Ahrweiler | Ost   | nur nördliche Ortschaften    |
| Kreuzau          | Kreis Düren         | West  | nur nördliche Ortschaften    |
| Meckenheim       | Rhein-Sieg-Kreis    | Ost   |                              |
| Nideggen         | Kreis Düren         | West  | nur nördliche Ortschaften    |
| Rheinbach        | Rhein-Sieg-Kreis    | Ost   |                              |
| Swisttal         | Rhein-Sieg-Kreis    | Ost   |                              |
| Vettweiß         | Kreis Düren         | West  | nur südliche Ortschaften     |
| Wachtberg        | Rhein-Sieg-Kreis    | Ost   | nur westliche Ortschaften    |
| Weilerswist      | Kreis Euskirchen    | Mitte |                              |
| Zülpich          | Kreis Euskirchen    | Mitte |                              |

## Bevölkerungsstruktur und Unterregionen
Die Region Voreifel ist von einer stark unterschiedlichen Siedlungsstruktur und Bevölkerungsdichte geprägt.
Der östliche Teil rund um Rheinbach und Meckenheim weist infolge der direkten Nähe und der guten Verkehrsanbindungen an die Großstadt Bonn eine stärkere Besiedlung mit größeren und insgesamt stärker entwickelten Ortschaften auf.
Die in der Mitte des Gebiets liegende größte Stadt Euskirchen hat als ehemaliger Standort der Tuchmacherindustrie und heutige Kreisstadt des Kreises Euskirchen die höchste Einwohnerzahl aller Städte und Gemeinden in der Voreifel.
Der weitere Verlauf der Voreifel nach Westen in Richtung Zülpich bis Düren zeigt ein deutliches Bevölkerungs- und ein merkliches Strukturgefälle auf. Die Gebiete hier sind insgesamt weniger dicht bevölkert und strukturell weniger entwickelt als die östlichen Gebiete.
Die jeweiligen Unterregionen der Voreifel weisen aufgrund ihrer Lage und Verkehrswege zudem durch unterschiedliche Bindungen bzw. Orientierungen an die jeweils in ihrer Nähe liegenden Großstädte auf. Während z. B. der Osten mit Rheinbach und Meckenheim mehr an Bonn orientiert ist, ist die Mitte rund um Euskirchen starker nach Köln ausgerichtet. In den westlichen Gebieten rund um Zülpich bis hin nach Düren finden sich neben Bindungen an die Stadt Köln und Bonn auch stärkere Verflechtungen zur Großstadt Aachen.

## Klima und Wetter
Das Klima der Voreifel unterscheidet sich von dem der Umgebung durch die im Vergleich etwas geringeren Niederschläge. Ursache hierfür ist die Leelage zur Eifel, insbesondere bei Winden aus westlichen und südlichen Richtungen. Bei Nordwetterlagen kann es jedoch durch die Staulage vor den Höhen der Eifel auch zum umgekehrten Phänomen kommen und anhaltend kräftig regnen. Insbesondere die Swist ist dann für starke Hochwasser gefürchtet.
Die Jahresmitteltemperaturen liegen bei etwa 9 °C bis 10 °C. Die durchschnittlichen Temperaturen sind damit höher als im Mittelgebirgsklima der Eifel, liegen jedoch noch weit unter jenen im Mesoklima des Rheintals. Oft kann beim Übergang von Eifel zu Voreifel bzw. von Voreifel zu Rheintal ein deutlicher Temperatursprung und eine Änderung des Wetters beobachtet werden.

## Geschichte
Die Gegend der Voreifel ist seit jeher landwirtschaftlich geprägt. Bereits zur Zeit der Römer gab es viele Bauernhöfe, diverse Siedlungen und Militärlager entlang der Eifelwasserleitung nach Köln. Im Mittelalter wurde die Region durchzogen von der in der Karolingerzeit als Krönungsstraße angelegten Aachen-Frankfurter Heerstraße. Damals wurden zahlreiche Burgen im Gebiet der Voreifel errichtet und später umgebaut oder erweitert. Viele davon sind erhalten und können noch heute besichtigt werden, beispielsweise entlang der Wasserburgen-Route. Im 18. Jahrhundert wirkten die Kölner Erzbischöfe und Kurfürsten Clemens-August und Maximilian bis in das Gebiet der Voreifel. Viele Gebäude im Stil des Barock und diverse Umbauten von Burgen zu Schlössern fallen in diese Zeit, so zum Beispiel Schloss Miel. Ab dem 19. Jahrhundert bis ins frühe 20. Jahrhundert wurde die Voreifel dann durch die Industrialisierung in der Umgebung beeinflusst, hier ist vor allem die Euskirchener Tuchindustrie und die Erschließung des Rheinischen Braunkohlereviers auf der Ville zu nennen.
Nach dem Zweiten Weltkrieg war die geringe Entfernung zum damaligen Regierungssitz Bonn prägend; die Voreifel entwickelte sich zu einer beliebten Wohngegend für Mitarbeiter der diversen Behörden. Ab den 1960er-Jahren wurde der Einfluss der Sümpfungsmaßnahmen für die etwa 50 km nördlich gelegenen Braunkohlentagebaue Frechen und Hambach deutlich: Weite Teile der Voreifel liegen auf der sogenannten Erftscholle. In dieser wurden die obersten Grundwasserstockwerke entleert; in der Folge fielen zahlreiche Gewässer und Feuchtgebiete trocken. Zudem kommt es entlang von geologischen Störzonen zu verstärkten Bewegungen mit Einfluss auf Gebäude und Infrastruktur.
Natur und Landschaft wurden ab etwa den 1970er-Jahren für immer wertvoller befunden; zahlreiche Schutzgebiete entstanden. Die Erholungsfunktion der Region wurde betont und immer stärker genutzt. Die Voreifel ist neben Ville und Kottenforst wesentlicher Bestandteil des Naturparks Rheinland. Im Jahr 2004 wurde von einigen der Kommunen das Integrierte Ländliche Entwicklungskonzept (ILEK) Voreifel gegründet. Es hat das Ziel, die zukünftige Entwicklung der Region zu koordinieren.

## Wirtschaft

### Gewerbe und Industrie
Größere Industrie- und Gewerbegebiete liegen insbesondere in den Stadtgebieten von Euskirchen, Rheinbach und Meckenheim.
In Euskirchen befindet sich dabei der EURO-Park und der Gewerbepark IPAS. Im IPAS finden sich besondere sehr große Flächen, die zur Errichtung von Industrieanlagen und Großwerken geeignet sind. In der Vergangenheit hat es diesbezüglich bereits Bewerbungen und Anfragen von Automobilherstellern wie BMW, Toyota und Smart gegeben. Bisher ist es jenseits eines bereits jahrzehntelang bestehenden Werks des Herstellers Procter & Gamble zu keiner Ansiedlung in der genannten Größenordnung gekommen. In Euskirchen befindet sich eine Zuckerfabrik der Firma Pfeifer & Langen, in der die relativ großen Mengen der regionalen Zuckerrübenproduktion direkt vor Ort zu Zucker verarbeitet werden.
Ein ebenfalls größeres Gewerbegebiet findet sich in der direkten Peripherie rund um die Stadt Rheinbach. Eine Besonderheit hier ist das sog. Gründer- und Technologiezentrum Rheinbach (GTZ), das Räumlichkeiten und Unterstützung für junge Unternehmen bietet.
Der Industriepark Kottenforst in Meckenheim ist ebenfalls ein größeres Industrie- und Gewerbegebiet in der Voreifel mit zahlreichen Unternehmen, das besonders von der sehr geringen Entfernung zu Bonn und einer eigenen Haltestelle der Vorgebirgsbahn von und nach Bonn profitiert.
Infolge der großen Nähe zu den Ballungszentren besteht eine starke Verflechtung mit und Ausrichtung auf die benachbarten Wirtschaftsräume des Rheintals mit den Städten Köln und Bonn.

### Landwirtschaft
Die Flächen der Voreifel werden seit Jahrhunderten wegen der fruchtbaren Böden und des günstigen Klimas intensiv landwirtschaftlich genutzt. Die Region ist hinsichtlich der landwirtschaftlichen Bewirtschaftung eher zweigeteilt. Während in den östlichen Gebieten rund um Rheinbach und Meckenheim eher der Obstbau mit den Sonderkulturen wie Äpfeln und Erdbeeren dominiert, findet sich im Westen eher die klassische Landwirtschaft mit dem Anbau von Getreide wie etwa Weizen, Roggen und Gerste wieder. Im Osten finden sich daher die größten Obstplantagen in der Gegend um Meckenheim. Im Westen ist wegen des sehr fruchtbaren Lößbodens besonders in der Zülpicher Börde bei Zülpich und in der Nähe von Düren eine starke Verbreitung von Zuckerrüben-Anbau zu finden.

## Bildung und Wissenschaft
In Rheinbach wurde wegen der großen Nähe zu Bonn nach dem Wegzug der Bundesregierung im Jahr 1999 von Bonn nach Berlin im Rahmen des sog. Bonn-Berlin-Ausgleichs die Fachhochschule Rhein-Sieg, 2009 umbenannt in Hochschule Bonn-Rhein-Sieg, als Strukturausgleichsmaßnahme für wegfallende Arbeitsplätze in der Region geschaffen. Ein weiterer Standort der Hochschule befindet sich in Sankt Augustin, ebenfalls in der direkten Nähe zu Bonn. Die angebotenen Studienmöglichkeiten entstammen vorwiegend aus den Bereichen Wirtschaft und Technik.
Im zu Rheinbach gehörenden Klein-Altendorf befindet sich der Campus Klein-Altendorf, ein landwirtschaftliches Versuchsgut der landwirtschaftlichen Fakultät an der Universität Bonn zur Erforschung der Nutzbarkeit des Bodens für die Landwirtschaft. Dort werden die unter der oberen Lössschicht des Bodens sich im Boden befindlichen verschiedenen Schotter- und Kiesvorkommen in mehreren Gruben im Tagebau gefördert und untersucht. Darüber hinaus findet dort Grundlagenforschung unter anderem in den Bereichen Pflanzenwissenschaften, Gartenbauwissenschaften und nachwachsende Rohstoffe statt.
In Euskirchen befindet sich das Berufsbildungszentrum Euskirchen (BZE). Dort wurde im Bereich Holzingenieurwesen eine Kooperation mit der Fachhochschule Aachen begründet.

## Verkehr

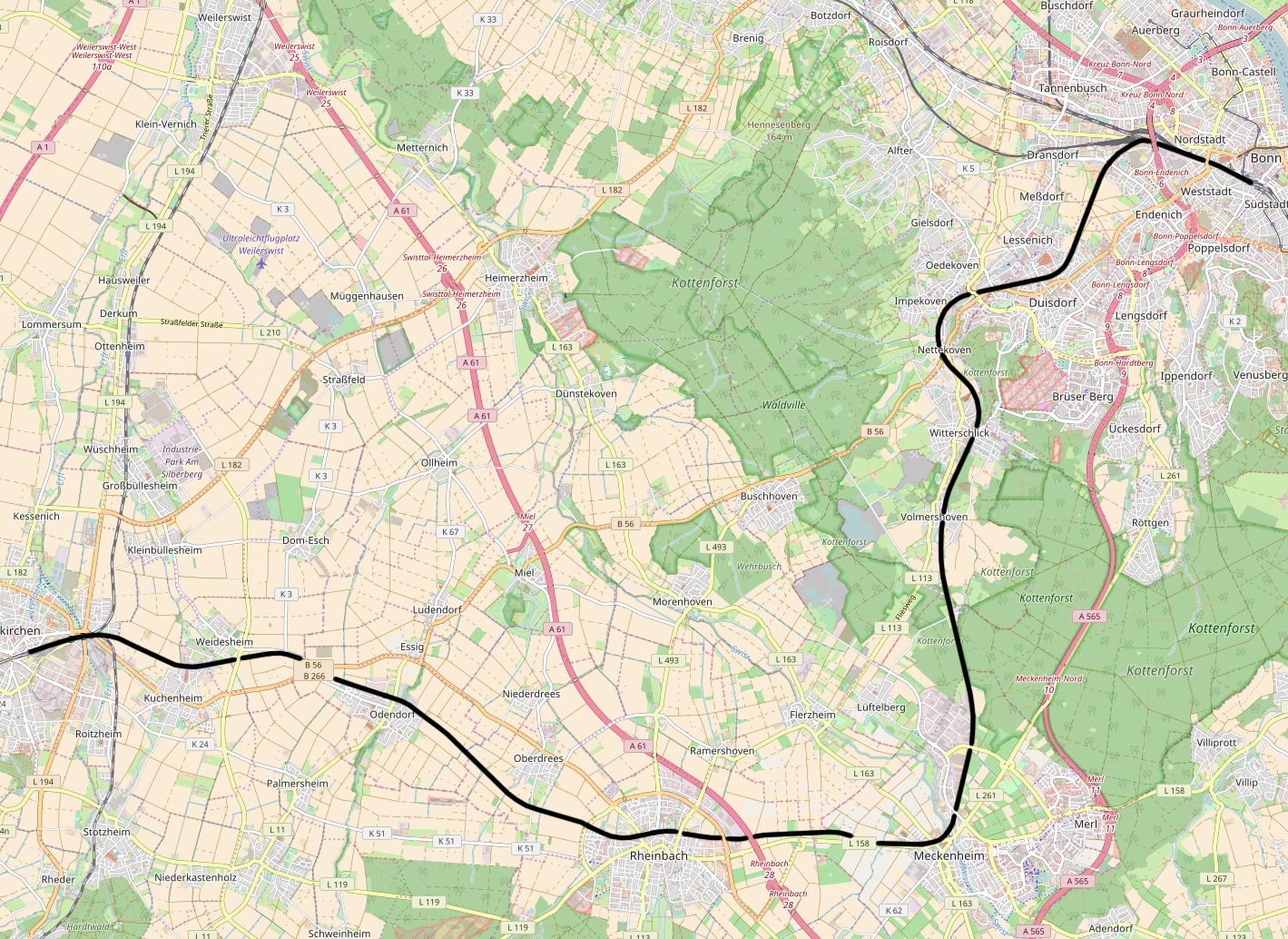
Verlauf der Voreifelbahn Bonn – Meckenheim – Rheinbach – Euskirchen

Die Voreifel wird im Straßenverkehr vor allem durch die Autobahn 1 und Autobahn 61, sowie im Schienenverkehr durch die Voreifelbahn nach Bonn und die Regionalbahn nach Köln erschlossen. Die beiden Autobahnen bilden dabei zugleich in etwa fast den groben westlichen und östlichen Rand des Gebiets der Voreifel ab. Wasser- und Schifffahrtswege sind nicht vorhanden.

## Tourismus und Kultur

### Regionaltourismus und größere Freizeitangebote
Auch im Bereich des Tourismus hat die Bezeichnung „Voreifel“ nachhaltig Einzug gefunden. Sie dient seit geraumer Zeit dort in Form der Institution der Rhein-Eifel-Touristik der eigenständigen touristischen Vermarktung der Region.
Im Jahr 2014 fand erstmals in einem Ort der Voreifel, in der Stadt Zülpich, die Landesgartenschau des Landes Nordrhein-Westfalen statt. Der Landesgartenschaupark soll über das Jahr 2014 hinaus genutzt und somit dauerhaft zum Landesgartenschaupark Zülpich weiterentwickelt werden. Neben den Parkanlagen soll hier als Attraktion auch eine überregionale Mustergartenausstellung etabliert werden.
In Euskirchen wurde 2015 ein großes Freizeitbad mit Hotel eröffnet, das wegen seiner Besonderheiten und Größe auf den Regionaltourismus und damit auch auf Besucher aus dem nahegelegenen Großstädten Köln und Bonn abzielt.

### Museen
In der Voreifel bestehen mehrere Museen:
| Ort        | Museum                                                                              |
| ---------- | ----------------------------------------------------------------------------------- |
| Euskirchen | Die ehemalige Tuchfabrik Müller wurde als LVR-Industriemuseum Euskirchen ausgebaut. |
| Kommern    | LVR Freilichtmuseum mit 4 Baugruppen                                                |
| Rheinbach  | Im Glasmuseum Rheinbach kann die regionale Glaskunst besichtigt werden.             |
| Zülpich    | Römerthermen Zülpich – Museum der Badekultur                                        |